# Gillsville
Gillsville è un comune degli Stati Uniti d'America, situato nello Stato della Georgia, diviso tra la contea di Banks e la contea di Hall.